# Electricidad

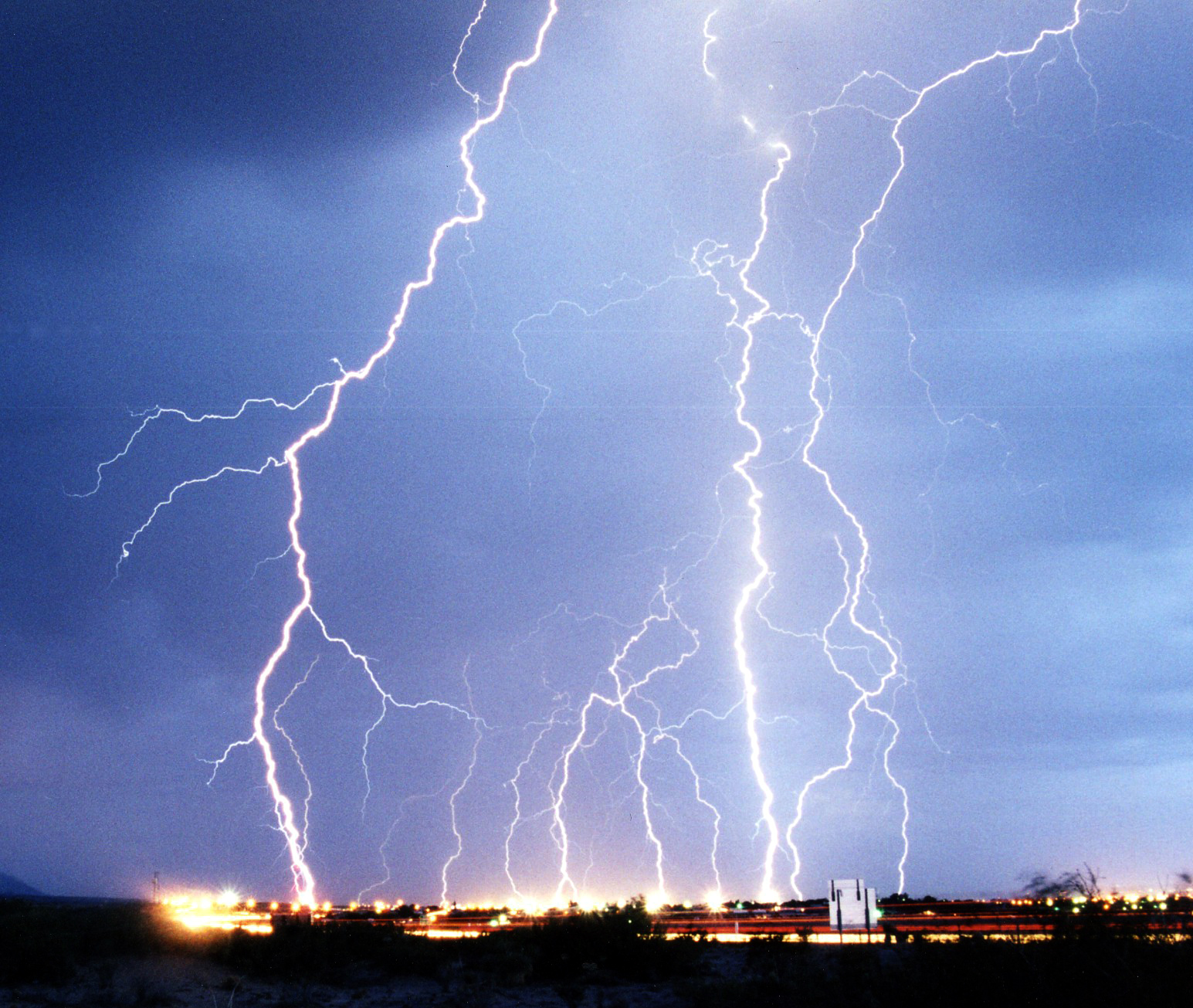
Los rayos son un ejemplo de fenómeno eléctrico natural.

La electricidad (del griego ήλεκτρον élektron, cuyo significado es ‘ámbar’) es el conjunto de fenómenos físicos relacionados con la presencia y flujo de carga eléctricas. Se manifiesta en una gran variedad de fenómenos como los rayos, la electricidad estática, la inducción electromagnética o el flujo de corriente eléctrica. Es una forma de energía tan versátil que tiene un sinnúmero de aplicaciones, por ejemplo: transporte, climatización, iluminación e Informática.
La electricidad se manifiesta mediante varios fenómenos y propiedades físicas:
- Carga eléctrica: una propiedad de algunas partículas subatómicas, que determina su interacción electromagnética. La materia eléctricamente cargada produce y es influida por los campos electromagnéticos.
- Corriente eléctrica: el flujo de electrones que circula por un conductor en un determinado momento. Se mide en amperios.
- Campo eléctrico: un tipo de campo electromagnético producido por una carga eléctrica, incluso cuando no se está moviendo. El campo eléctrico produce una fuerza en toda otra carga, menor cuanto mayor sea la distancia que separa las dos cargas. Además, las cargas en movimiento producen campos magnéticos.
- Potencial eléctrico: es el trabajo que debe realizar una fuerza externa para atraer una carga positiva unitaria que desde el punto de referencia hasta el punto considerado, va en contra de la fuerza eléctrica y a velocidad constante.
- Magnetismo: la corriente eléctrica produce campos magnéticos, y los campos magnéticos variables en el tiempo generan corriente eléctrica.

## Historia
La historia de la electricidad se refiere al estudio de la electricidad, al descubrimiento de sus leyes como fenómeno físico y a la invención de artefactos para su uso práctico.
Como también se denomina electricidad a la rama de la ciencia que estudia el fenómeno y a la rama de la tecnología que lo aplica, la historia de la electricidad es la rama de la historia de la ciencia y de la historia de la tecnología que se ocupa de su surgimiento y evolución. El fenómeno de la electricidad se ha estudiado desde la antigüedad, pero su estudio científico comenzó en los siglos XVII y XVIII. A finales del siglo XIX, los ingenieros lograron aprovecharla para uso doméstico e industrial. La rápida expansión de la tecnología eléctrica la convirtió en la columna vertebral de la sociedad industrial moderna.
Mucho antes de que existiera algún conocimiento sobre la electricidad, la humanidad era consciente de las descargas eléctricas producidas por peces eléctricos. Textos del Antiguo Egipto que datan del 2750 a. C. se referían a estos peces como «los tronadores del Nilo», descritos como los protectores de los otros peces. Posteriormente, los peces eléctricos también fueron descritos por los romanos, griegos, árabes, naturalistas y físicos. Autores antiguos como Plinio el Viejo o Escribonio Largo, describieron el efecto adormecedor de las descargas eléctricas producidas por peces eléctricos y rayas eléctricas. Además, sabían que estas descargas podían transmitirse por materias conductoras. Los pacientes de enfermedades como la gota y el dolor de cabeza se trataban con peces eléctricos, con la esperanza de que la descarga pudiera curarlos. La primera aproximación al estudio del rayo y a su relación con la electricidad se atribuye a los árabes, que antes del siglo XV tenían una palabra para rayo (raad) aplicado a la raya eléctrica.
En culturas antiguas del Mediterráneo se sabía que al frotar ciertos objetos, como una barra de ámbar, con lana o piel, se obtenían pequeñas cargas (efecto triboeléctrico) que atraían pequeños objetos, y frotando mucho tiempo podía causar la aparición de una chispa. Cerca de la antigua ciudad griega de Magnesia se encontraban las denominadas piedras de Magnesia, que incluían magnetita y los antiguos griegos observaron que los trozos de este material se atraían entre sí, y también a pequeños objetos de hierro. Las palabras magneto (equivalente en español a imán) y magnetismo derivan de ese topónimo. Hacia el año 600 a. C., el filósofo griego Tales de Mileto hizo una serie de observaciones sobre electricidad estática. Concluyó que la fricción dotaba de magnetismo al ámbar, al contrario que minerales como la magnetita, que no necesitaban frotarse. Tales se equivocó al creer que esta atracción la producía un campo magnético, aunque más tarde la ciencia probaría la relación entre el magnetismo y la electricidad. Según una teoría controvertida, los partos podrían haber conocido la electrodeposición, basándose en el descubrimiento en 1936 de la batería de Bagdad, similar a una celda voltaica, aunque es dudoso que el artefacto fuera de naturaleza eléctrica.
Esas especulaciones y registros fragmentarios fueron el tratamiento casi exclusivo (con la notable excepción del uso del magnetismo para la brújula) que hay desde la Antigüedad hasta la Revolución científica del siglo XVII; aunque todavía entonces pasaba por ser poco más que una curiosidad para mostrar en los salones. Las primeras aportaciones que pueden entenderse como aproximaciones sucesivas al fenómeno eléctrico fueron realizadas por  William Gilbert que realizó un estudio cuidadoso de electricidad y magnetismo. Diferenció el efecto producido por trozos de magnetita, de la electricidad estática producida al frotar ámbar. Además, acuñó el término neolatino electricus (que, a su vez, proviene de ήλεκτρον [elektron], la palabra griega para ámbar) para referirse a la propiedad de atraer pequeños objetos después de haberlos frotado. Esto originó los términos eléctrico y electricidad, que aparecen por vez primera en 1646 en la publicación Pseudodoxia Epidemica de Thomas Browne.
Esos estudios fueron seguidas por investigadores sistemáticos como von Guericke, Cavendish, Du Fay, van Musschenbroek (botella de Leyden) o William Watson. Las observaciones sometidas a método científico empiezan a dar sus frutos con Galvani, Volta, Coulomb y Franklin, y, ya a comienzos del siglo XIX, con Ampère, Faraday y Ohm. Los nombres de estos pioneros terminaron bautizando las unidades hoy utilizadas en la medida de las distintas magnitudes del fenómeno. La comprensión final de la electricidad se logró recién con su unificación con el magnetismo en un único fenómeno electromagnético descrito por las ecuaciones de Maxwell (1861-1865).
Los desarrollos tecnológicos que produjeron la Primera Revolución Industrial no hicieron uso de la electricidad. Su primera aplicación práctica generalizada fue el telégrafo eléctrico de Samuel Morse (1833) —precedido por Gauss y Weber, 1822—, que revolucionó las telecomunicaciones. La generación industrial de electricidad comenzó partir del cuarto final del siglo XIX, cuando se extendió la iluminación eléctrica de las calles y de las viviendas. La creciente sucesión de aplicaciones de esta forma de energía hizo de la electricidad una de las principales fuerzas motrices de la Segunda Revolución Industrial. Más que de grandes teóricos como lord Kelvin, fue el momento de grandes ingenieros e inventores, como Gramme, Tesla, Sprague, Westinghouse, von Siemens Graham Bell, y, sobre todo, Alva Edison y su revolucionaria manera de entender la relación entre investigación científico-técnica y mercado capitalista, que convirtió la innovación tecnológica en una actividad industrial. Los sucesivos cambios de paradigma de la primera mitad del siglo XX (relativista y cuántico) estudiarán la función de la electricidad en una nueva dimensión: atómica y subatómica.
La electrificación no solo fue un proceso técnico, sino un verdadero cambio social de implicaciones extraordinarias, comenzando por el alumbrado y siguiendo por todo tipo de procesos industriales (motor eléctrico, metalurgia, refrigeración...) y de comunicaciones (telefonía, radio). Lenin, durante la Revolución bolchevique, definió el socialismo como la suma de la electrificación y el poder de los soviets, pero fue sobre todo la sociedad de consumo que nació en los países capitalistas, la que dependió en mayor medida de la utilización doméstica de la electricidad en los electrodomésticos, y fue en estos países donde la retroalimentación entre ciencia, tecnología y sociedad desarrolló las complejas estructuras que permitieron los actuales sistemas de I+D e I+D+I, en que la iniciativa pública y privada se interpenetran, y las figuras individuales se difuminan en los equipos de investigación.
La energía eléctrica es esencial para la sociedad de la información de la tercera revolución industrial que se viene produciendo desde la segunda mitad del siglo XX (transistor, televisión, computación, robótica, internet...). Únicamente puede comparársele en importancia la motorización dependiente del petróleo (que también es ampliamente utilizado, como los demás combustibles fósiles, en la generación de electricidad). Ambos procesos exigieron cantidades cada vez mayores de energía, lo que está en el origen de la crisis energética y medioambiental y de la búsqueda de nuevas fuentes de energía, la mayoría con inmediata utilización eléctrica (energía nuclear y energías alternativas, dadas las limitaciones de la tradicional hidroelectricidad). Los problemas que tiene la electricidad para su almacenamiento y transporte a largas distancias, y para la autonomía de los aparatos móviles, son retos técnicos aún no resueltos de forma suficientemente eficaz.
El impacto cultural de lo que Marshall McLuhan denominó Edad de la Electricidad, que seguiría a la Edad de la Mecanización (por comparación a cómo la Edad de los Metales siguió a la Edad de Piedra), radica en la altísima velocidad de propagación de la radiación electromagnética (300 000 km/s) que hace que se perciba de forma casi instantánea. Este hecho conlleva posibilidades antes inimaginables, como la simultaneidad y la división de cada proceso en una secuencia. Se impuso un cambio cultural que provenía del enfoque en «segmentos especializados de atención» (la adopción de una perspectiva particular) y la idea de la «conciencia sensitiva instantánea de la totalidad», una atención al «campo total», un «sentido de la estructura total». Se hizo evidente y prevalente el sentido de «forma y función como una unidad», una «idea integral de la estructura y configuración». Estas nuevas concepciones mentales tuvieron gran impacto en todo tipo de ámbitos científicos, educativos e incluso artísticos (por ejemplo, el cubismo). En el ámbito de lo espacial y político, «la electricidad no centraliza, sino que descentraliza... mientras que el ferrocarril requiere un espacio político uniforme, el avión y la radio permiten la mayor discontinuidad y diversidad en la organización espacial».

Algunos de los grandes impulsores del conocimiento sobre la electricidad
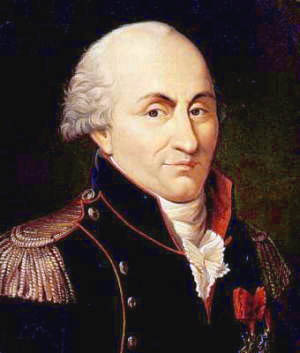
Coulomb (1736-1806), estableció las leyes cuantitativas de la electrostática
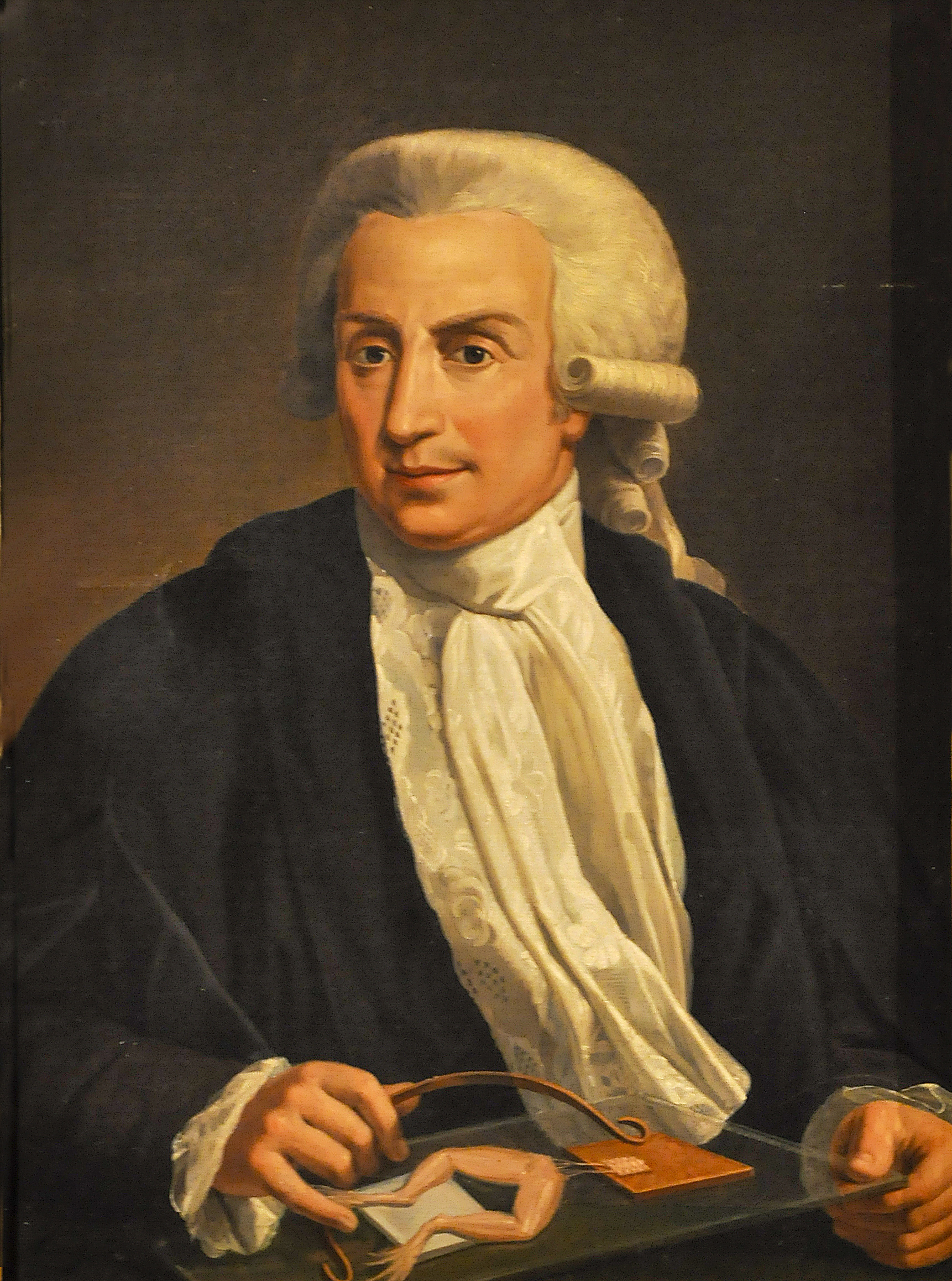
Galvani (1737-1798), famoso por sus investigaciones sobre los efectos de la electricidad en los músculos de los animales
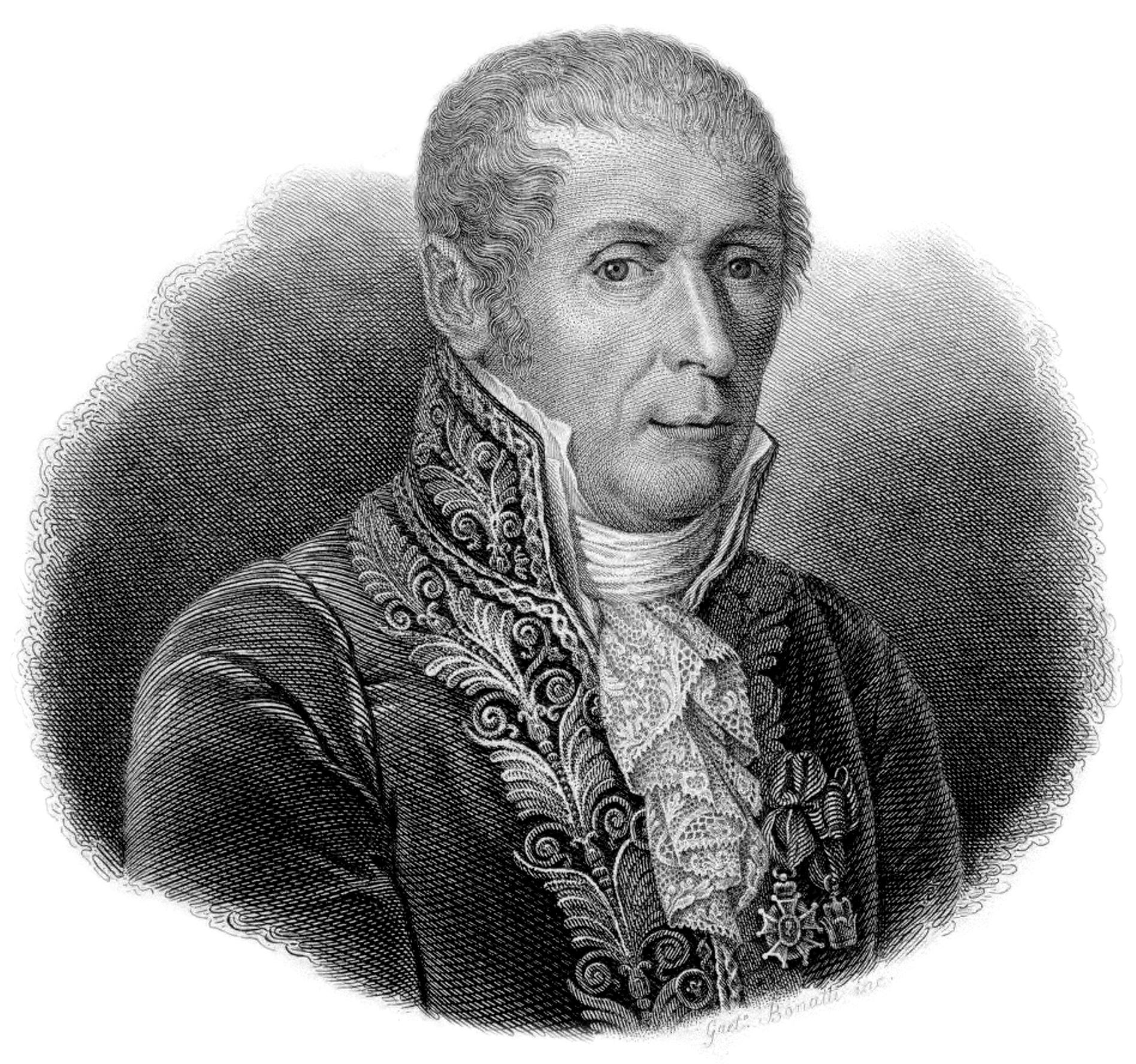
Volta (1745-1827), inventor de la pila
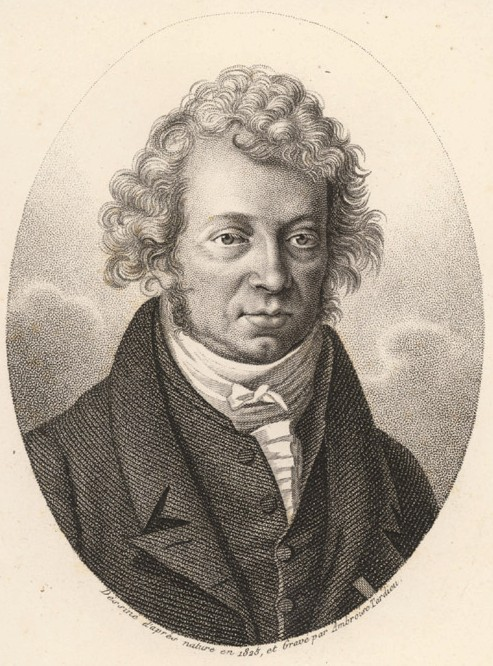
Ampère (1775-1836), uno de los descubridores del electromagnetismo
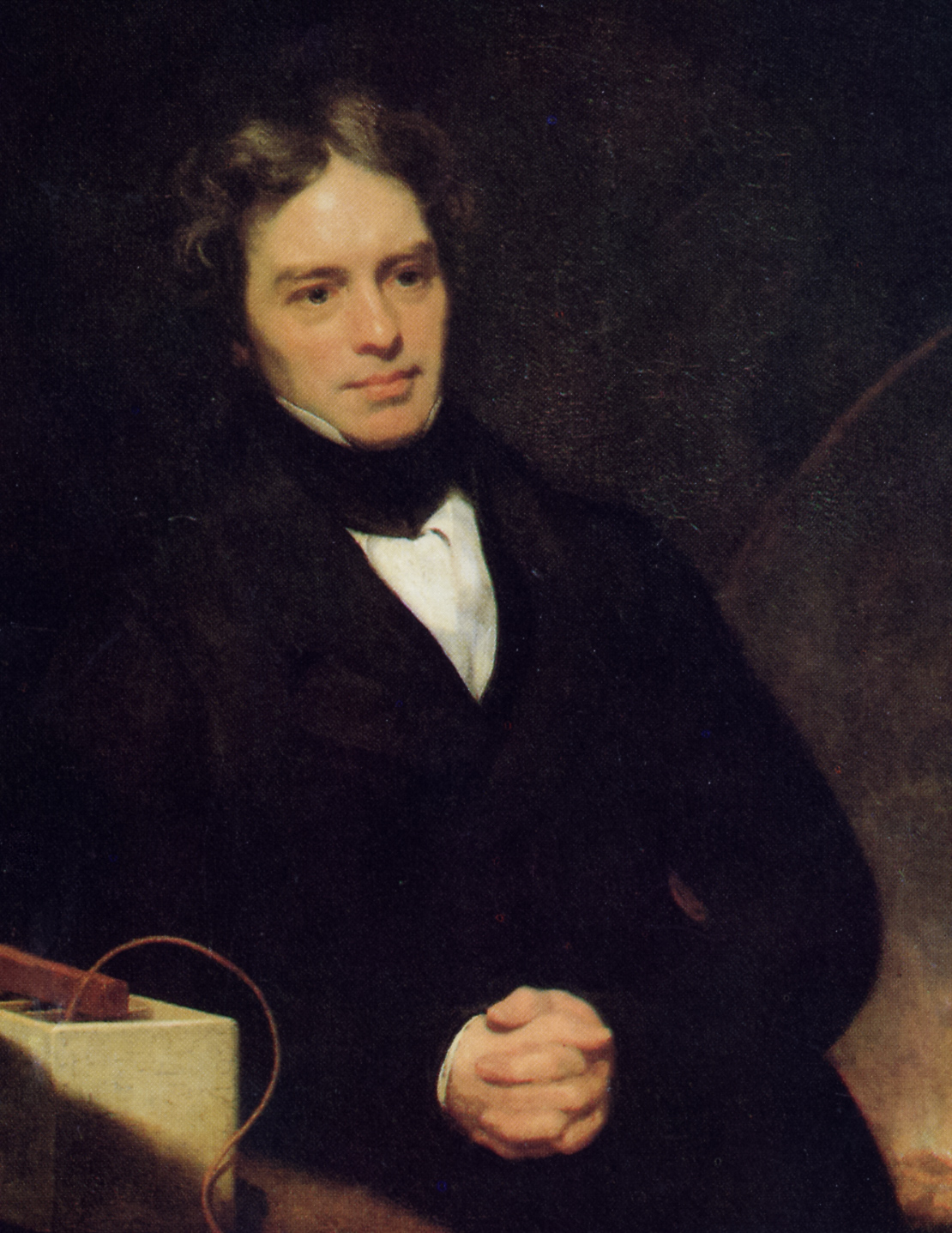
Faraday (1791-1867), descubridor de la inducción electromagnética

## Usos
La electricidad se usa para generar:
- luz, mediante bombillas en lámparas y otros objetos lumínicos.
- Calor, aprovechando el efecto Joule.
- Movimiento, mediante motores que transforman la energía eléctrica en energía mecánica.
- Señales, mediante sistemas electrónicos, compuestos de circuitos eléctricos que incluyen componentes activos (tubos de vacío, transistores, diodos y circuitos integrados) y componentes pasivos como resistores, inductores y condensadores.

## Conceptos

### Carga eléctrica

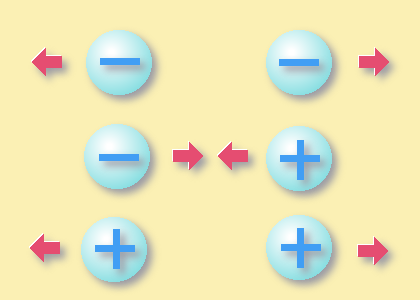
Interacciones entre cargas de igual y distinta naturaleza.

Artículo principal: Carga eléctrica. Véanse también: Electrón, Protón e Ion.
La carga eléctrica es una propiedad de la materia que se manifiesta mediante fuerzas de atracción y repulsión. La carga se origina en el átomo, que está compuesto de partículas subatómicas cargadas como el electrón(negativa) y el protón(positiva). La carga puede transferirse entre los cuerpos por contacto directo o al pasar por un material conductor, generalmente metálico. El término electricidad estática se refiere a la presencia de carga en un cuerpo, por lo general causado por dos materiales distintos que se frotan entre sí, transfiriéndose carga uno al otro.
La presencia de carga da lugar a la fuerza electromagnética: una carga ejerce una fuerza sobre las otras. Este efecto era conocido en la antigüedad, pero no comprendido. Una bola liviana, suspendida de un hilo, podía cargarse al contacto con una barra de vidrio cargada previamente por fricción con un tejido. Se encontró que si una bola similar se cargaba con la misma barra de vidrio, se repelían entre sí. A finales del siglo XVIII, Charles-Augustin de Coulomb investigó este fenómeno. Dedujo que la carga se manifiesta de dos formas opuestas.
Este descubrimiento trajo el conocido axioma «objetos con la misma polaridad se repelen y con diferente polaridad se atraen».
La fuerza actúa en las partículas cargadas entre sí, y además la carga tiene tendencia a extenderse sobre una superficie conductora. La magnitud de la fuerza electromagnética, ya sea atractiva o repulsiva, se expresa por la ley de Coulomb, que relaciona la fuerza con el producto de las cargas y tiene una relación inversa al cuadrado de la distancia entre ellas. La fuerza electromagnética es muy fuerte, la segunda después de la interacción nuclear fuerte, con la diferencia que esa fuerza opera sobre todas las distancias. En comparación con la débil fuerza gravitacional, la fuerza electromagnética que aleja a dos electrones es 1042 veces más grande que la atracción gravitatoria que los une.
Una carga puede expresarse como positiva o negativa. Las cargas de los electrones y de los protones tienen signos contrarios. Por convención, la carga que tiene electrones se asume negativa y la de los protones, positiva, una costumbre que empezó con el trabajo de Benjamin Franklin. La cantidad de carga se representa por el símbolo Q y se expresa en culombios. Todos los electrones tienen la misma carga, aproximadamente de -1.6022×10−19 culombios. El protón tiene una carga igual pero de signo opuesto, +1.6022×10−19 culombios. La carga no solo está presente en la materia, sino también en la antimateria: cada antipartícula tiene una carga igual y opuesta a su correspondiente partícula.
La carga puede medirse de diferentes maneras. Un instrumento muy antiguo es el electroscopio, que aún se usa para demostraciones en las aulas, aunque ahora está superado por el electrómetro electrónico.

### Corriente eléctrica

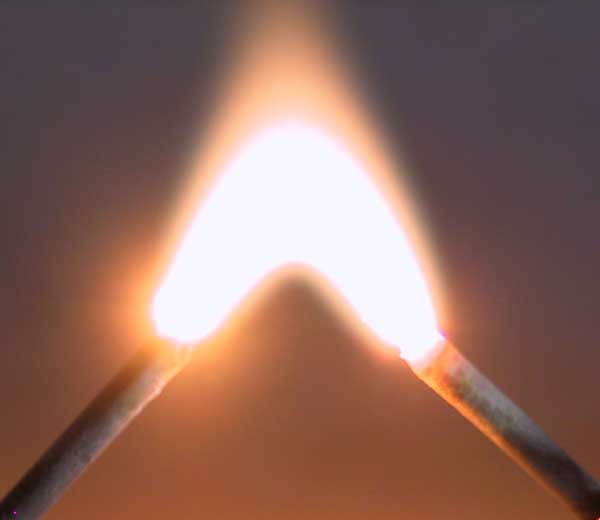
Un arco eléctrico permite una demostración de la energía de la corriente eléctrica.

Se conoce como corriente eléctrica al desplazamiento de cargas eléctricas por un conductor. La corriente puede estar producida por cualquier partícula cargada eléctricamente en movimiento. Lo más frecuente es que sean electrones, pero cualquier otra carga en movimiento se puede definir como corriente. Según el Sistema Internacional, la intensidad de una corriente eléctrica se mide en amperios, cuyo símbolo es A.
Históricamente, la corriente eléctrica se definió como un flujo de cargas positivas y se fijó como sentido convencional de circulación de la corriente el flujo de cargas desde el polo positivo al negativo. Más adelante se observó que, en los metales, los portadores de carga son electrones, con carga negativa, y que se desplazan en sentido contrario al convencional. Lo cierto es que, dependiendo de las condiciones, una corriente eléctrica puede consistir en un flujo de partículas cargadas en una dirección, o incluso simultáneamente en ambas direcciones. La convención positivo-negativo se usa normalmente para simplificar esta situación.
El proceso por el cual la corriente eléctrica circula por un material se llama conducción eléctrica. Su naturaleza varía, dependiendo de las partículas cargadas y el material por el cual están circulando. Ejemplos de corrientes eléctricas son la conducción metálica, donde los electrones recorren un conductor eléctrico, como un metal; y la electrólisis, donde los iones (átomos cargados) fluyen a través de líquidos. Mientras que las partículas pueden moverse muy despacio, algunas veces con una velocidad media de deriva de solo fracciones de milímetro por segundo, el campo eléctrico que las controla se propaga cercano a la velocidad de la luz, permitiendo que las señales eléctricas se transmitan rápidamente por los cables.
La corriente produce muchos efectos visibles, que han hecho que su presencia se reconozca a lo largo de la historia. En 1800, Nicholson y Carlisle descubrieron que el agua podía descomponerse por la corriente de una pila voltaica, en un proceso que se conoce como electrólisis. En 1833, Michael Faraday amplió este trabajo. En 1840, James Prescott Joule descubrió que la corriente a través de una resistencia eléctrica aumenta la temperatura, fenómeno que en la actualidad se denomina Efecto Joule.

### Campo eléctrico

Líneas de campo saliendo de una carga positiva hacia un conductor plano.

El concepto de campo eléctrico fue introducido por Michael Faraday. Un campo eléctrico se crea por un cuerpo cargado en el espacio que lo rodea, y produce una fuerza que ejerce sobre otras cargas ubicadas en el campo. Un campo eléctrico actúa entre dos cargas de modo muy parecido al campo gravitatorio que actúa sobre dos masas. Como él, se extiende hasta el infinito y su valor es inversamente proporcional al cuadrado de la distancia. Sin embargo, hay una diferencia importante: mientras la gravedad siempre actúa como atracción, el campo eléctrico puede producir atracción o repulsión. Si un cuerpo grande como un planeta no tiene carga neta, el campo eléctrico a una distancia determinada es cero. Por ello, la gravedad es la fuerza dominante en el universo, a pesar de ser mucho más débil.
Un campo eléctrico varía en el espacio, y su intensidad en cualquier punto se define como la fuerza (por unidad de carga) que percibiría una carga si estuviera ubicada en ese punto. La carga de prueba debe de ser insignificante, para evitar que su propio campo afecte el campo principal y también debe ser estacionaria para evitar el efecto de los campos magnéticos. Como el campo eléctrico se define en términos de fuerza, y una fuerza es un vector, entonces el campo eléctrico también es un vector, con magnitud y dirección. Específicamente, es un campo vectorial.

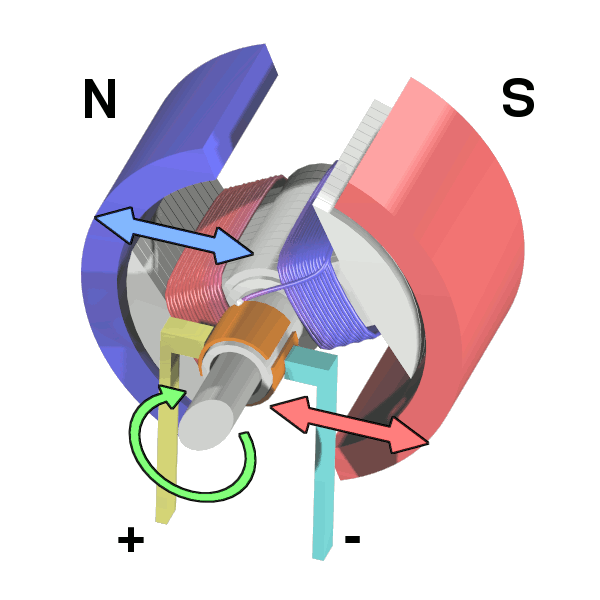
El motor eléctrico aprovecha un efecto importante del electromagnetismo: una corriente a través de un campo magnético experimenta una fuerza en el mismo ángulo del campo y la corriente.

### Potencial eléctrico
El concepto de potencial eléctrico tiene mucha relación con el de campo eléctrico. Una carga pequeña ubicada en un campo eléctrico experimenta una fuerza, y para llevar esa carga a ese punto en contra de la fuerza necesita hacer un trabajo. El potencial eléctrico en cualquier punto se define como la energía requerida para mover una carga de ensayo ubicada en el infinito a ese punto. Por lo general se mide en voltios, donde un voltio es el potencial que necesita un julio de trabajo para atraer una carga de un culombio desde el infinito. Esta definición formal de potencial tiene pocas aplicaciones prácticas. Un concepto más útil es el de diferencia de potencial, que se define como la energía requerida para mover una carga entre dos puntos específicos. El campo eléctrico tiene la propiedad especial de ser conservativo, es decir, que no importa la trayectoria realizada por la carga de prueba; todas las trayectorias entre dos puntos específicos consumen la misma energía, y además con un único valor de diferencia de potencial.

### Electromagnetismo
Se denomina electromagnetismo a la teoría física que unifica los fenómenos eléctricos y magnéticos. Sus fundamentos son obra de Faraday, pero fueron formulados por primera vez de modo completo por Maxwell, mediante cuatro ecuaciones diferenciales vectoriales, conocidas como ecuaciones de Maxwell. Relacionan el campo eléctrico, el campo magnético y sus respectivas fuentes materiales: densidad de carga eléctrica, corriente eléctrica, desplazamiento eléctrico y corriente de desplazamiento.
A principios del siglo XIX, Ørsted encontró evidencia empírica de que los fenómenos magnéticos y eléctricos estaban relacionados. A partir de esa base, en 1861 Maxwell unificó los trabajos de Ampère, Sturgeon, Henry, Ohm y Faraday, en un conjunto de ecuaciones que describían ambos fenómenos como uno solo, el fenómeno electromagnético.
Se trata de una teoría de campos. Sus explicaciones y predicciones se basan en magnitudes físicas vectoriales, que dependen de la posición en el espacio y del tiempo. El electromagnetismo describe los fenómenos físicos macroscópicos en los que intervienen cargas eléctricas en reposo y en movimiento, usando para ello campos eléctricos y magnéticos y sus efectos sobre la materia.

Un circuito eléctrico básico. La fuente de tensión V en la izquierda proporciona una corriente I al circuito, entregando energía eléctrica a la resistencia R. De la resistencia, la corriente regresa a la fuente, completando el circuito.

### Circuitos eléctricos
Un circuito eléctrico es una interconexión de dos o más componentes eléctricos tales que la carga eléctrica fluye en una trayectoria cerrada, por lo general para ejecutar alguna tarea útil.
Los componentes en un circuito eléctrico pueden ser muy variados, puede tener elementos como resistores, capacitores, interruptores, enchufes, transformadores y electrónicos. Los circuitos electrónicos contienen componentes activos, normalmente semiconductores, exhibiendo un comportamiento no lineal, que requiere análisis complejos. Los componentes eléctricos más simples son los pasivos y lineales.
El comportamiento de los circuitos eléctricos que contienen solamente resistencias y fuentes electromotrices de corriente continua está gobernado por las leyes de Kirchhoff. Para estudiarlo, el circuito se descompone en mallas eléctricas, estableciendo un sistema de ecuaciones lineales cuya resolución brinda los valores de las tensiones y corrientes que entran o salen de sus nudos.
La resolución de circuitos de corriente alterna requiere la ampliación del concepto de resistencia eléctrica, ahora ampliado por el de impedancia para incluir los comportamientos de bobinas y condensadores. La resolución de estos circuitos puede hacerse con generalizaciones de las leyes de Kirchoff, pero requiere usualmente métodos matemáticos avanzados, como la Transformada de Laplace, para describir los comportamientos transitorios y estacionarios de los mismos.

## Propiedades de la electricidad

Configuración electrónica del átomo de cobre. Sus propiedades conductoras se deben a la facilidad de circulación que tiene su electrón más exterior (4s).

### Origen microscópico
La posibilidad de transmitir una corriente eléctrica en los materiales depende de la estructura e interacción de los átomos que los componen. Los átomos están constituidos por partículas cargadas positivamente (los protones), negativamente (los electrones) y neutras (los neutrones). La conducción eléctrica en los conductores, semiconductores, y aislantes, se debe a los electrones de la órbita exterior o portadores de carga, ya que tanto los neutrones interiores como los protones de los núcleos atómicos no pueden desplazarse con facilidad. Los materiales conductores por excelencia son metales que normalmente tienen un único electrón en la última capa electrónica, como el cobre. Estos electrones pueden pasar con facilidad a átomos contiguos, constituyendo los electrones libres responsables del flujo de corriente eléctrica.
En todos los materiales sometidos a campos eléctricos se modifican, en mayor o menor grado, las distribuciones espaciales relativas de las cargas negativas y positivas. Este fenómeno se denomina polarización eléctrica y es más notorio en los aislantes eléctricos debido a que gracias a este fenómeno se impide liberar cargas, y por lo tanto no conducen, característica principal de estos materiales.

### Conductividad y resistividad

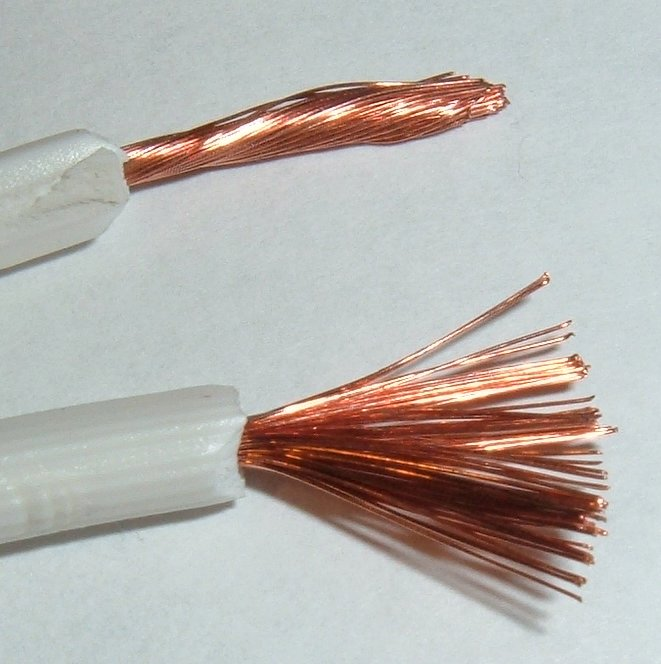
Conductor eléctrico de cobre.

La conductividad eléctrica es la propiedad de los materiales que cuantifica la facilidad con que las cargas pueden moverse cuando un material es sometido a un campo eléctrico. La resistividad es una magnitud inversa a la conductividad, aludiendo al grado de dificultad que encuentran los electrones en sus desplazamientos, dando una idea de lo buen o mal conductor que es. Un valor alto de resistividad indica que el material es mal conductor mientras que uno bajo indicará que es un buen conductor. Generalmente la resistividad de los metales aumenta con la temperatura, mientras que la de los semiconductores disminuye ante el aumento de la temperatura.
Los materiales se clasifican según su conductividad eléctrica o resistividad en conductores, dieléctricos, semiconductores y superconductores.
- Conductores eléctricos. Son los materiales que, puestos en contacto con un cuerpo cargado de electricidad, transmiten esta a todos los puntos de su superficie. Los mejores conductores eléctricos son los metales y sus aleaciones. Existen otros materiales, no metálicos, que también poseen la propiedad de conducir la electricidad, como son el grafito, las soluciones salinas (por ejemplo, el agua de mar) y cualquier material en estado de plasma. Para el transporte de la energía eléctrica, así como para cualquier instalación de uso doméstico o industrial, el metal más empleado es el cobre en forma de cables de uno o varios hilos. Alternativamente se emplea el aluminio, metal que si bien tiene una conductividad eléctrica del orden del 60 % de la del cobre es, sin embargo, un material mucho menos denso, lo que favorece su empleo en líneas de transmisión de energía eléctrica en las redes de alta tensión. Para aplicaciones especiales se utiliza como conductor el oro.[71]
- Dieléctricos. Son los materiales que no conducen la electricidad, por lo que pueden ser utilizados como aislantes. Algunos ejemplos de este tipo de materiales son vidrio, cerámica, plásticos, goma, mica, cera, papel, madera seca, porcelana, algunas grasas para uso industrial y electrónico y la baquelita. Aunque no existen materiales absolutamente aislantes o conductores, sino mejores o peores conductores, son materiales muy utilizados para evitar cortocircuitos (forrando con ellos los conductores eléctricos, para mantener alejadas del usuario determinadas partes de los sistemas eléctricos que, de tocarse accidentalmente cuando se encuentran en tensión, pueden producir una descarga) y para confeccionar aisladores (elementos utilizados en las redes de distribución eléctrica para fijar los conductores a sus soportes sin que haya contacto eléctrico). Algunos materiales, como el aire o el agua, son aislantes bajo ciertas condiciones pero no para otras. El aire, por ejemplo, es aislante a temperatura ambiente y seco pero, bajo condiciones de frecuencia de la señal y potencia relativamente bajas, puede convertirse en conductor.[72]

## Producción y usos de la electricidad

### Generación y transmisión

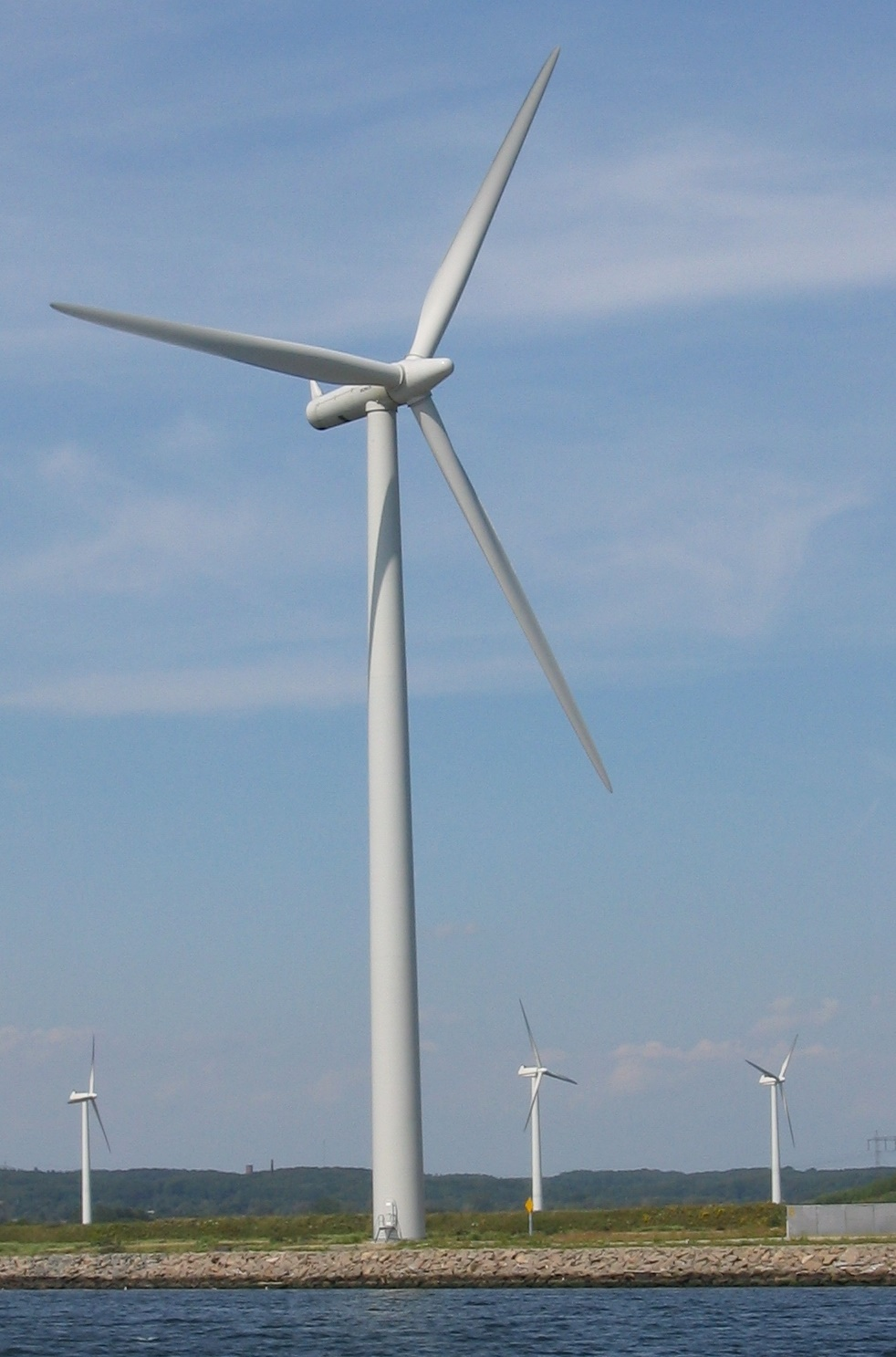
La energía eólica está tomando importancia en muchos países.

Hasta la invención de la pila voltaica en el siglo XVIII (Alessandro Volta, 1800) no se tenía una fuente viable de electricidad. La pila voltaica (y sus descendientes modernos, la pila eléctrica y la batería eléctrica), almacenaba energía químicamente y la entregaba según la demanda en forma de energía eléctrica. La batería es una fuente común muy versátil que se usa para muchas aplicaciones, pero su almacenamiento de energía es limitado, y una vez descargado debe ser recargada (o, en el caso de la pila, reemplazada). Para una demanda eléctrica mucho más grande la energía debe generarse y transmitirse continuamente por líneas de transmisión conductoras.
Por lo general, la energía eléctrica se genera mediante generadores electromecánicos que son dispositivos que utilizan el movimiento para mantener una diferencia de potencial eléctrica entre dos puntos. Es decir que transforman la energía mecánica en eléctrica. Esta transformación se consigue por la acción de un campo magnético sobre los conductores eléctricos. Si se produce mecánicamente un movimiento relativo entre los conductores y el campo, se generará una fuerza electromotriz (FEM). Este sistema está basado en la ley de Faraday. Para lograr el movimiento se utiliza el del aire (eólica), agua (hidráulica), vapor u otros gases (térmica). La moderna turbina de vapor inventada por Charles Algernon Parsons en 1884 genera cerca del 80 % de la energía eléctrica en el mundo usando una gran variedad de fuentes de energía.
Otro dispositivo que genera electricidad es la célula fotovoltaica, y lo hace directamente a partir de la radiación solar mediante un dispositivo semiconductor.

Transmisión de energía eléctrica en Alta Tensión

Los conductores de electricidad ofrecen siempre una resistencia al paso de esta, por pequeña que sea, de modo que en el transporte se pierde carga eléctrica; a mayor distancia, mayor pérdida. Un aumento de tensión significa una disminución de la intensidad que circula por la línea, para transportar la misma potencia, y por tanto, las pérdidas por calentamiento de los conductores y por efectos electromagnéticos y, en consecuencia, menor pérdida energética. En consecuencia pueden utilizarse secciones menores de los conductores que la transportan, por eso, para llevar electricidad a grandes distancias, se debe hacer en la llamada Alta Tensión. Por el contrario en el uso corriente se debe emplear una tensión más reducida (normalmente entre 110 V y 240 V) y eso implica cambios (tranformaciones) de tensión. La invención a finales del siglo XIX del transformador permitió transmitir la energía eléctrica de una forma más eficiente. La transmisión eléctrica eficiente hizo posible generar electricidad en plantas generadoras, para después trasportarla a largas distancias, donde fuera necesaria.
Debido a que la energía eléctrica no puede ser almacenada fácilmente para atender la demanda a una escala nacional, la mayoría de las veces se produce la misma cantidad que la que se demanda. Esto requiere de una bolsa eléctrica que hace predicciones de la demanda eléctrica, y mantiene una coordinación constante con las plantas generadoras. Se mantiene una cierta reserva de capacidad de generación en reserva para soportar cualquier anomalía en la red.

### Aplicaciones de la electricidad
La electricidad tiene un sinfín de aplicaciones tanto para uso doméstico, industrial, medicinal y en el transporte. Solo para citar se puede mencionar a la iluminación y alumbrado, electrodomésticos, producción de calor, electrónica, robótica, telecomunicaciones, señales luminosas, climatización, máquinas frigoríficas, electrosoldadura, electroimanes, electroquímica, electroválvulas. También se aplica la inducción electromagnética para la construcción de motores movidos por energía eléctrica, que permiten el funcionamiento de innumerables dispositivos.

## Electricidad en la naturaleza

### Mundo inorgánico

#### Descargas eléctricas atmosféricas
El fenómeno eléctrico más común del mundo inorgánico son las descargas eléctricas atmosféricas denominadas rayos y relámpagos. Debido al rozamiento de las partículas de agua o hielo con el aire, se produce la creciente separación de cargas eléctricas positivas y negativas en las nubes, separación que genera campos eléctricos. Cuando el campo eléctrico resultante supera la rigidez dieléctrica del medio, se produce una descarga entre dos partes de una nube, entre dos nubes diferentes o entre la parte inferior de una nube y tierra. Esta descarga ioniza el aire por calentamiento y excita transiciones electrónicas moleculares. La brusca dilatación del aire genera el trueno, mientras que el decaimiento de los electrones a sus niveles de equilibrio genera radiación electromagnética, es decir, luz.

#### Campo magnético terrestre

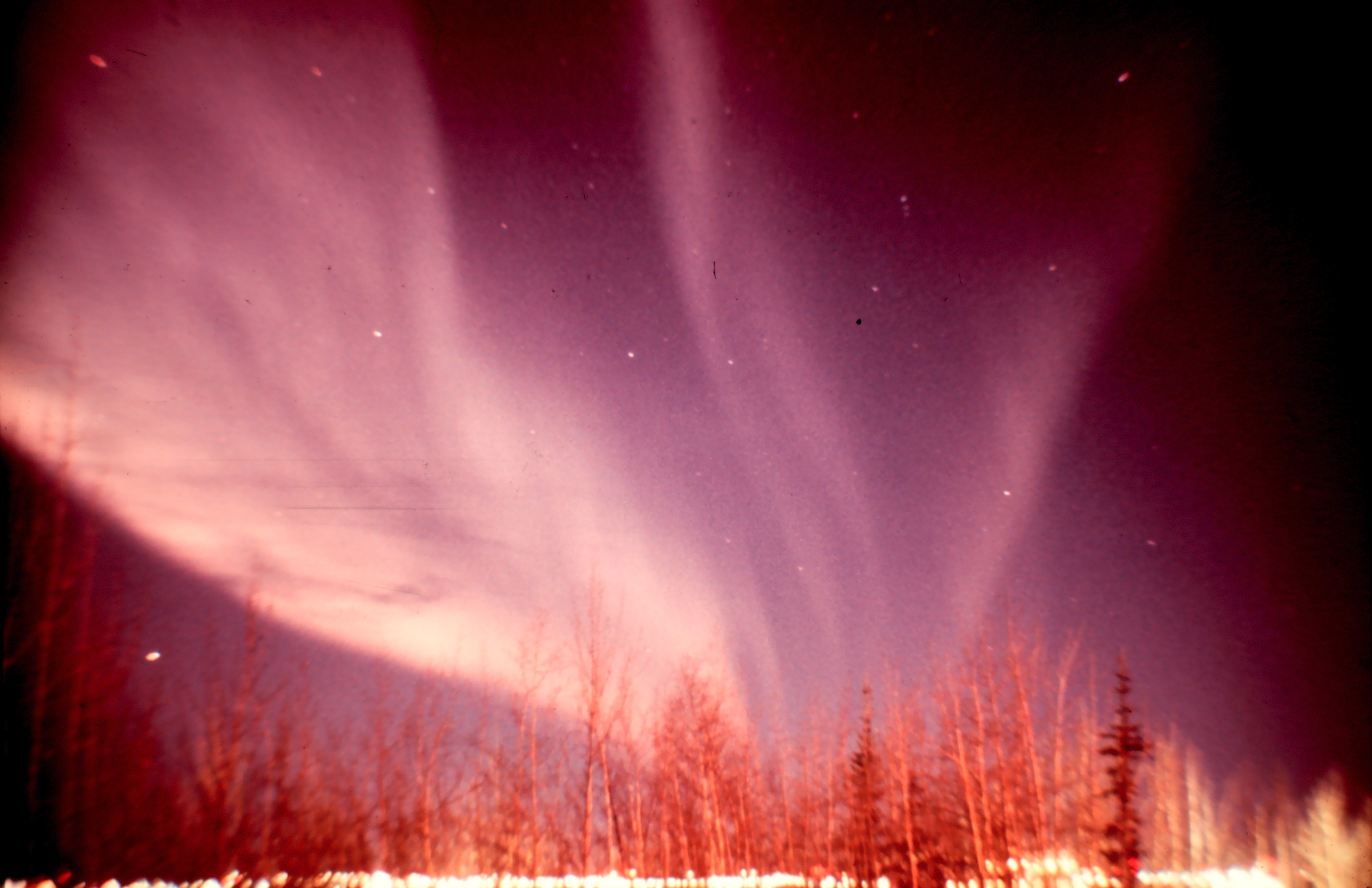
Aurora boreal.

Aunque no se puede verificar experimentalmente, la existencia del campo magnético terrestre se debe casi seguramente a la circulación de cargas en el núcleo externo líquido de la Tierra. La hipótesis de su origen en materiales con magnetización permanente, como el hierro, parece desmentida por la constatación de las inversiones periódicas de su sentido en el transcurso de las eras geológicas, donde el polo norte magnético es remplazado por el sur y viceversa. Medido en tiempos humanos, sin embargo, los polos magnéticos son estables, lo que permite su uso, mediante el antiguo invento chino de la brújula, para la orientación en el mar y en la tierra.
El campo magnético terrestre desvía las partículas cargadas provenientes del Sol (viento solar). Cuando esas partículas chocan con los átomos y moléculas de oxígeno y nitrógeno de la magnetosfera, se produce un efecto fotoeléctrico mediante el cual parte de la energía de la colisión excita los átomos a niveles de energía tales que cuando dejan de estar excitados devuelven esa energía en forma de luz visible. Este fenómeno puede observarse a simple vista en las cercanías de los polos, en las auroras polares.

### Mundo orgánico

#### Uso biológico
El bioelectromagnetismo estudia el fenómeno consistente en la producción de campos electromagnéticos producidos por la materia viva (células, tejidos u organismos). Los ejemplos de este fenómeno incluyen el potencial eléctrico de las membranas celulares y las corrientes eléctricas que fluyen en nervios y músculos como consecuencia de su potencial de acción.
Algunos organismos, como los tiburones, tienen la capacidad de detectar y responder a los cambios de los campos eléctricos, una habilidad conocida como electrorrecepción. Mientras que otros, denominados electrogénicos, son capaces de producir grandes descargas eléctricas con fines defensivos u ofensivos. Algunos peces, como las anguilas y las rayas eléctricas pueden generar tensiones de hasta dos mil voltios y corrientes superiores a 1 A. El potencial de acción también es responsable de la coordinación de actividades en ciertas plantas.